# Chaoborus souzai
Chaoborus souzai är en tvåvingeart som beskrevs av Lane 1939. Chaoborus souzai ingår i släktet Chaoborus och familjen tofsmyggor. Inga underarter finns listade i Catalogue of Life.